# L'Jarius Sneed
L'Jarius Sneed (Minden, 21 gennaio 1997) è un giocatore di football americano statunitense che milita nel ruolo di cornerback per i Tennessee Titans della National Football League (NFL).

## Carriera

### Kansas City Chiefs
Sneed al college giocò a football alla Louisiana Tech University dal 2016 al 2019. Fu scelto nel corso del quarto giro (138º assoluto) del Draft NFL 2020 dai Kansas City Chiefs. Debuttò come professionista nel primo turno vinto contro gli Houston Texans in cui mise a segno 3 tackle, 2 passaggi deviati e un intercetto ritornato per 39 yard sul quarterback Deshaun Watson. A fine stagione fu inserito nella formazione ideale dei rookie dalla Pro Football Writers Association dopo avere fatto registrare 41 tackle, 2 sack e 3 intercetti in 9 presenze. Nella finale della AFC mise a segno un sack nella vittoria sui Buffalo Bills che qualificò i Chiefs al Super Bowl, perso contro i Tampa Bay Buccaneers.
Il 12 febbraio 2023, nel Super Bowl LVII vinto contro i Philadelphia Eagles per 38-35, Sneed mise a segno 7 tackle e 2 passaggi deviati, conquistando il suo primo titolo.

### Tennessee Titans
Il 25 marzo 2024 Sneed fu scambiato con i Tennessee Titans per una scelta del terzo giro del Draft NFL 2025. Il giorno successivo firmò un nuovo contratto quadriennale del valore di 76,4 milioni di dollari.

## Palmarès

### Franchigia
- Super Bowl : 2

Kansas City Chiefs: LVII, LVIII
- American Football Conference Championship: 3

Kansas City Chiefs: 2020, 2022, 2023

### Individuale
- PFWA All-Rookie Team - 2020